# Altneckar Heidelberg-Wieblingen
Das Naturschutzgebiet Altneckar Heidelberg-Wieblingen liegt auf dem Gebiet des Stadtkreises Heidelberg in Baden-Württemberg. Es ist Teil des Natur- und Landschaftsschutzgebiets Unterer Neckar.

## Kenndaten
Das Schutzgebiet entstand am 17. Dezember 1986 durch Verordnung des Regierungspräsidiums Karlsruhe mit der Schutzgebietsnummer 2.097. Diese Verordnung wurde im Gesetzblatt für Baden-Württemberg am 13. Februar 1987 veröffentlicht und trat danach in Kraft. Der CDDA-Code lautet 166006  und entspricht der WDPA-ID.

## Lage
Das Naturschutzgebiet befindet sich entlang des Neckars im Stadtgebiet von Heidelberg beim Stadtteil Wieblingen, es ist Teil des FFH-Gebiets 6517-341 Unterer Neckar Heidelberg-Mannheim. Gemeinsam wurden 1986 unter dem Oberbegriff Unterer Neckar sechs Gebiete als ein gemeinsames Naturschutzgebiet ausgewiesen. Da sie aber räumlich nicht zusammenhängen, wird in der Schutzgebietsstatistik und den Schutzgebiets-Steckbriefen der LUBW mit sechs getrennten Bezeichnungen gearbeitet. Als Ergänzungsflächen dienen mehrere Landschaftsschutzgebiete die ebenfalls entlang des Unteren Neckars liegen und die Naturschutzgebiete untereinander verbinden. Das hier beschriebene Teilgebiet Altneckar Heidelberg-Wieblingen liegt im Naturraum 224-Neckar-Rhein-Ebene innerhalb der naturräumlichen Haupteinheit 22-Nördliches Oberrheintiefland.

## Schutzzweck
Wesentlicher Schutzzweck ist gemäß Schutzgebietsverordnung
- die Erhaltung des Unterlaufs des Neckars und seiner Flussufersäume, Auen und Vorländer, insbesondere der noch ursprünglich geformten, naturnahen, nicht schiffbaren Flussabschnitte mit Wildflusscharakter;
- die Erhaltung und Förderung der verschiedenen für die Flusslandschaft am unteren Neckar typischen und teilweise zunehmend gefährdeten Pflanzengesellschaften, deren Vegetationsmosaik der standörtlichen Vielfalt entspricht;
- die Erhaltung und Förderung einer auentypischen Fauna, insbesondere europäischer Vogelarten, die vielfach gefährdet und teilweise vom Aussterben bedroht sind;
- die Sicherung des räumlich engen Verbundes von Lebensräumen für Pflanzen und Tiere, die insbesondere für wandernde Tierarten als Brut-, Rast-, Nahrungs- und Überwinterungsgebiet von lebenswichtiger Bedeutung sind.